# Rimularia limborina
Rimularia limborina är en lavart som beskrevs av Nyl. Rimularia limborina ingår i släktet Rimularia och familjen Trapeliaceae.  Arten är reproducerande i Sverige. Inga underarter finns listade i Catalogue of Life.